# 小星加州鰩
小星加州鰩（學名：Caliraja stellulata），又稱小星鰩，為軟骨魚綱鰩目鰩科加州鰩屬的一種，分布於北太平洋白令海到墨西哥的下加利福尼亞北部海域，深度18至982公尺，本魚沿著背線中間有一排強壯、尖銳的棘，從眼睛後方的一點開始，到眶間以下一直延伸到第一背鰭，兩個背鰭之間有一根棘，肩帶上有大刺，眼眶內緣有一排小刺，背鰭小且位於尾部後方，尾鰭很小，無臀鰭無，胸鰭寬，與吻部相連並與身體融為一體，腹鰭大且有深缺口，體上部灰褐色，全身散佈著許多大小不一的黑斑，胸鰭基部常有一個不明顯的眼斑，體長可達76公分，壽命可達9年，棲息在岩石或沙泥底質海域，為底棲性魚類，卵生，卵囊為長方形並有堅硬角狀突起，幼魚會跟隨較大的個體，生活習性不明。